# Guadua angustifolia
Guadua angustifolia är en gräsart som beskrevs av Carl Sigismund Kunth. Guadua angustifolia ingår i släktet Guadua och familjen gräs. Inga underarter finns listade i Catalogue of Life.

## Bildgalleri

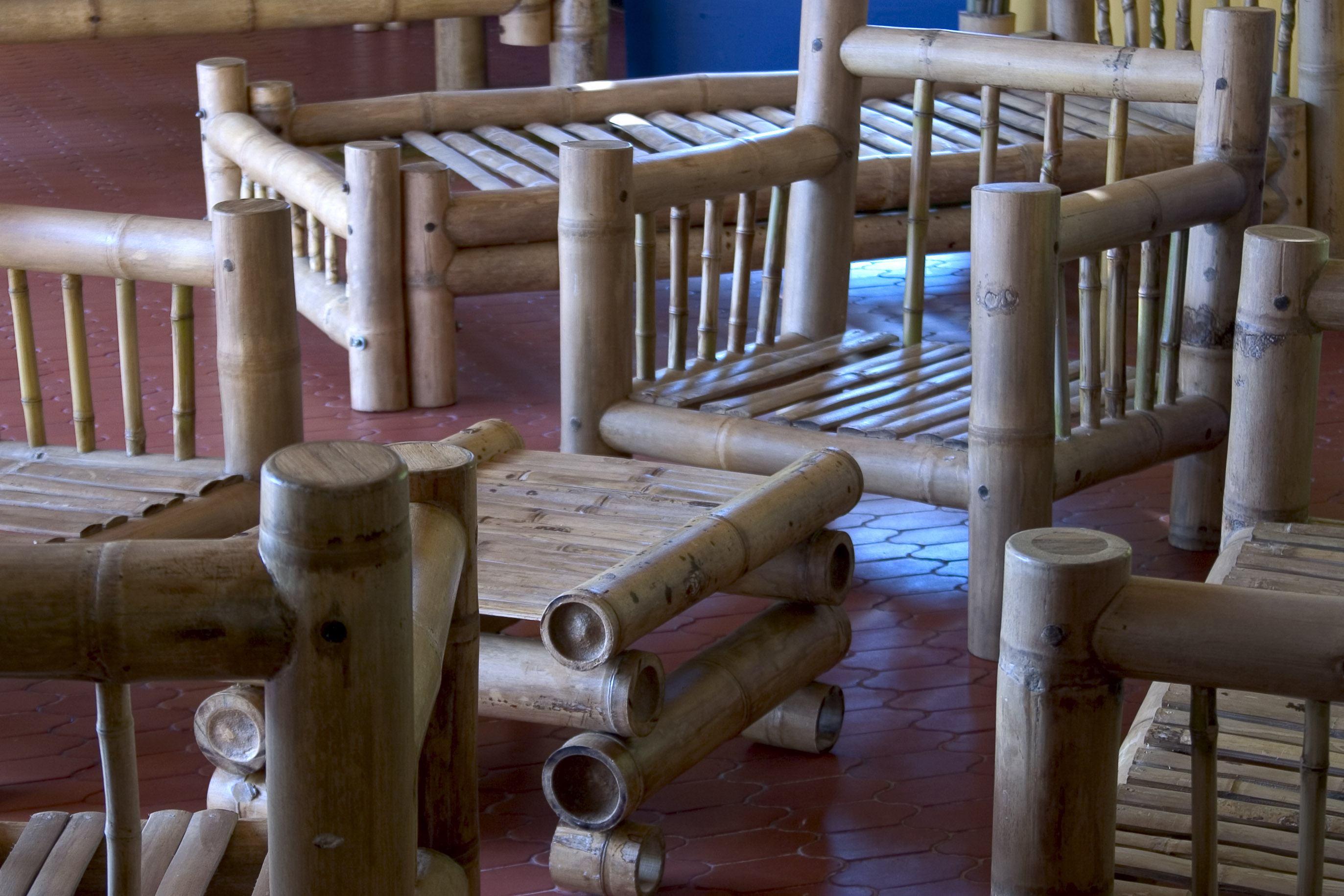
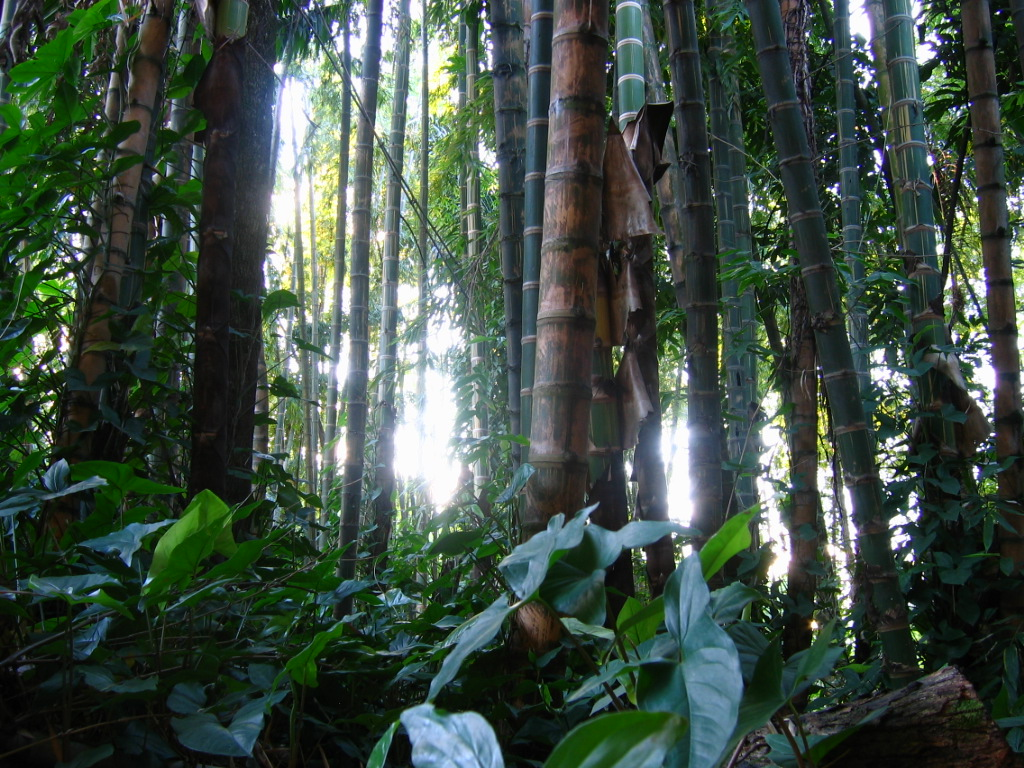
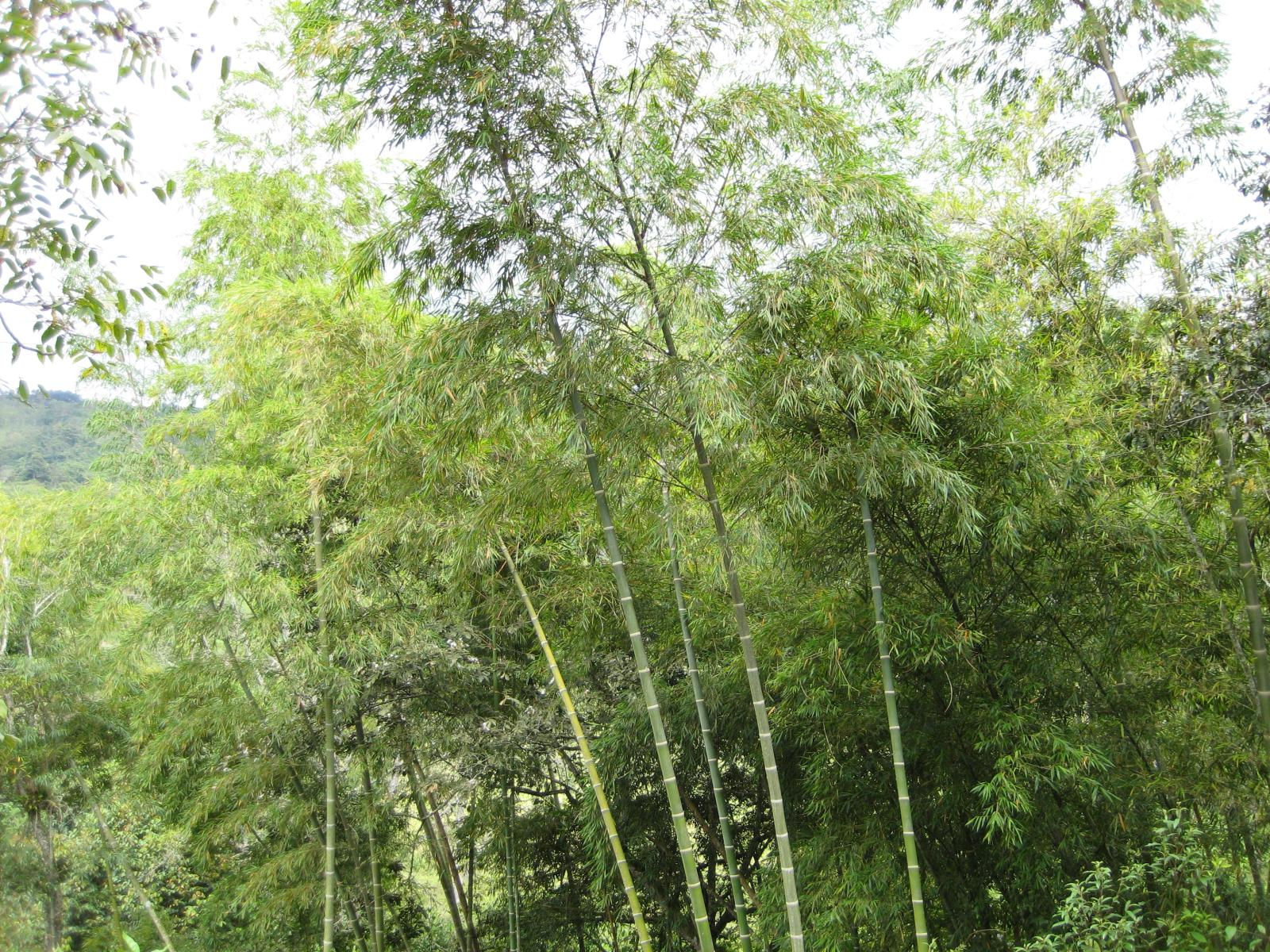
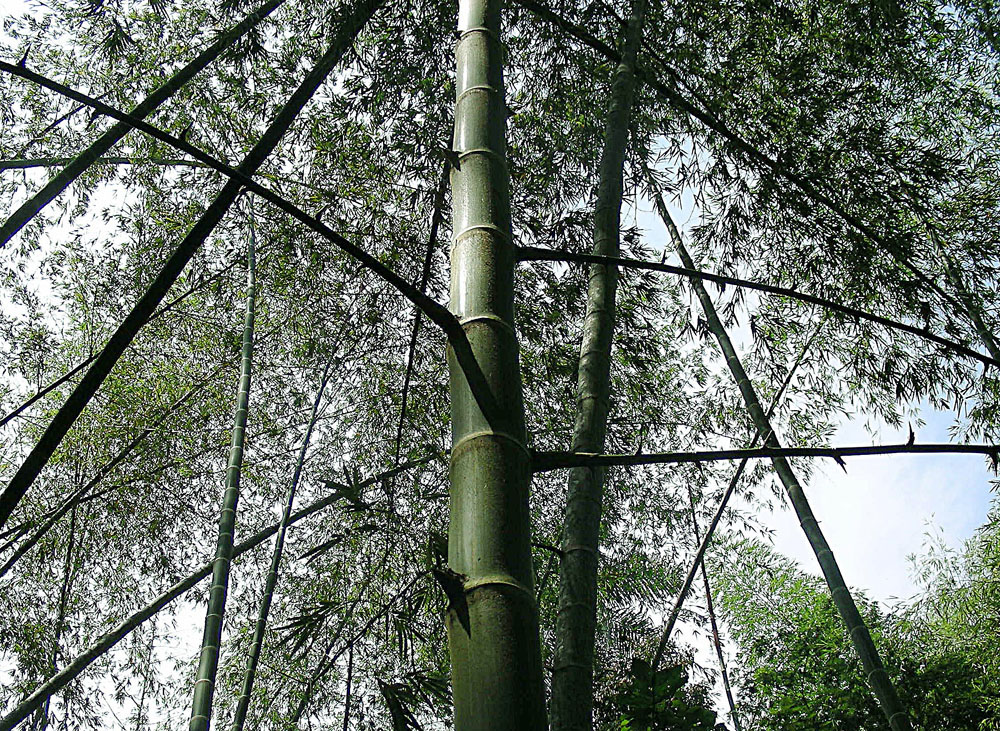
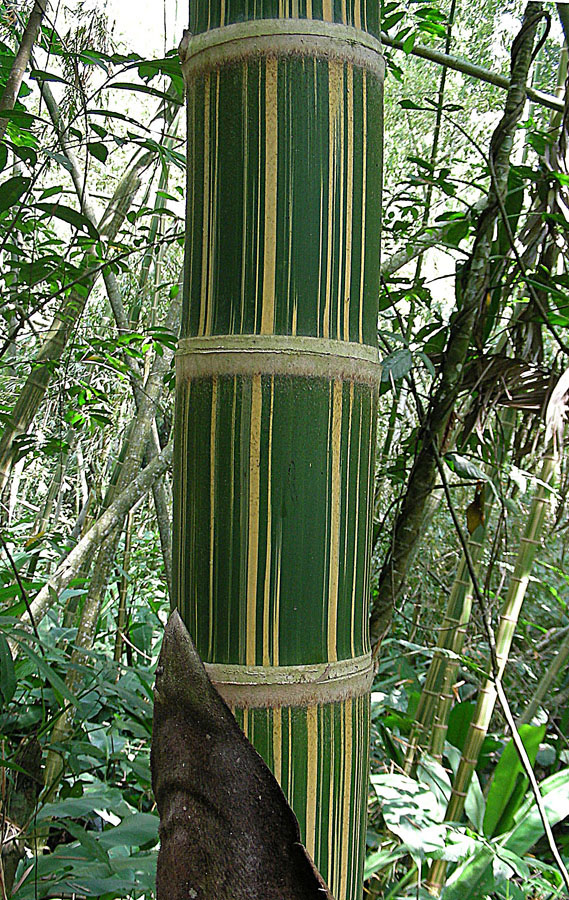
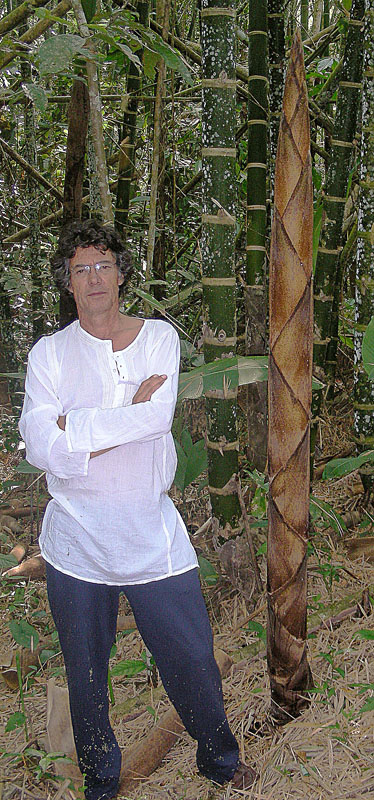